# Funastrum luridum
Funastrum luridum är en oleanderväxtart som beskrevs av Rudolf Schlechter. Funastrum luridum ingår i släktet Funastrum och familjen oleanderväxter. Inga underarter finns listade i Catalogue of Life.